# Закарпаття

Мапа України з виділеною Закарпатською областю

Закарпáття — історико-географічний край на заході України, у Центральній Європі, обіймає південне узбіччя Карпат та прилеглу до них частину низовини, розташовані в басейні р. Тиси. Приблизно збігається з територією сучасної Закарпатської області.

## Загальні відомості
Загальна площа краю становить 12 800 км². Закарпаття має 13 районів, 10 міст, 28 містечок, 561 сільське поселення. Обласним центром є місто Ужгород, містами обласного підпорядкування — Мукачево, Берегове, Хуст, а районного — Свалява, Іршава, Тячів, Виноградів, Рахів, Чоп, Воловець, Міжгір'я, Перечин, Великий Березний.

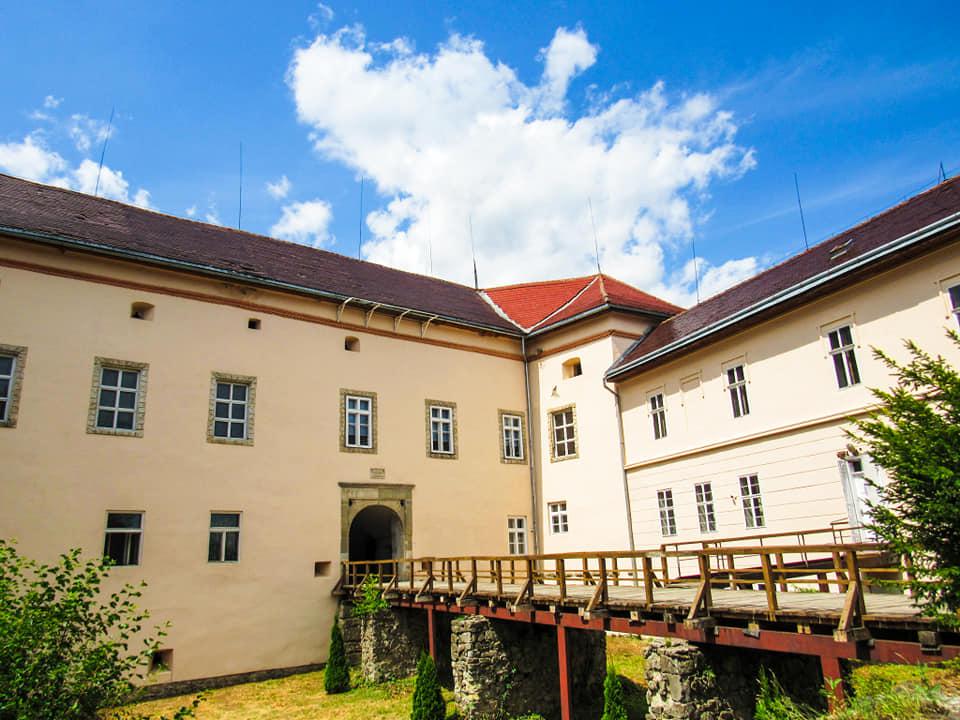
Ужгородський замок

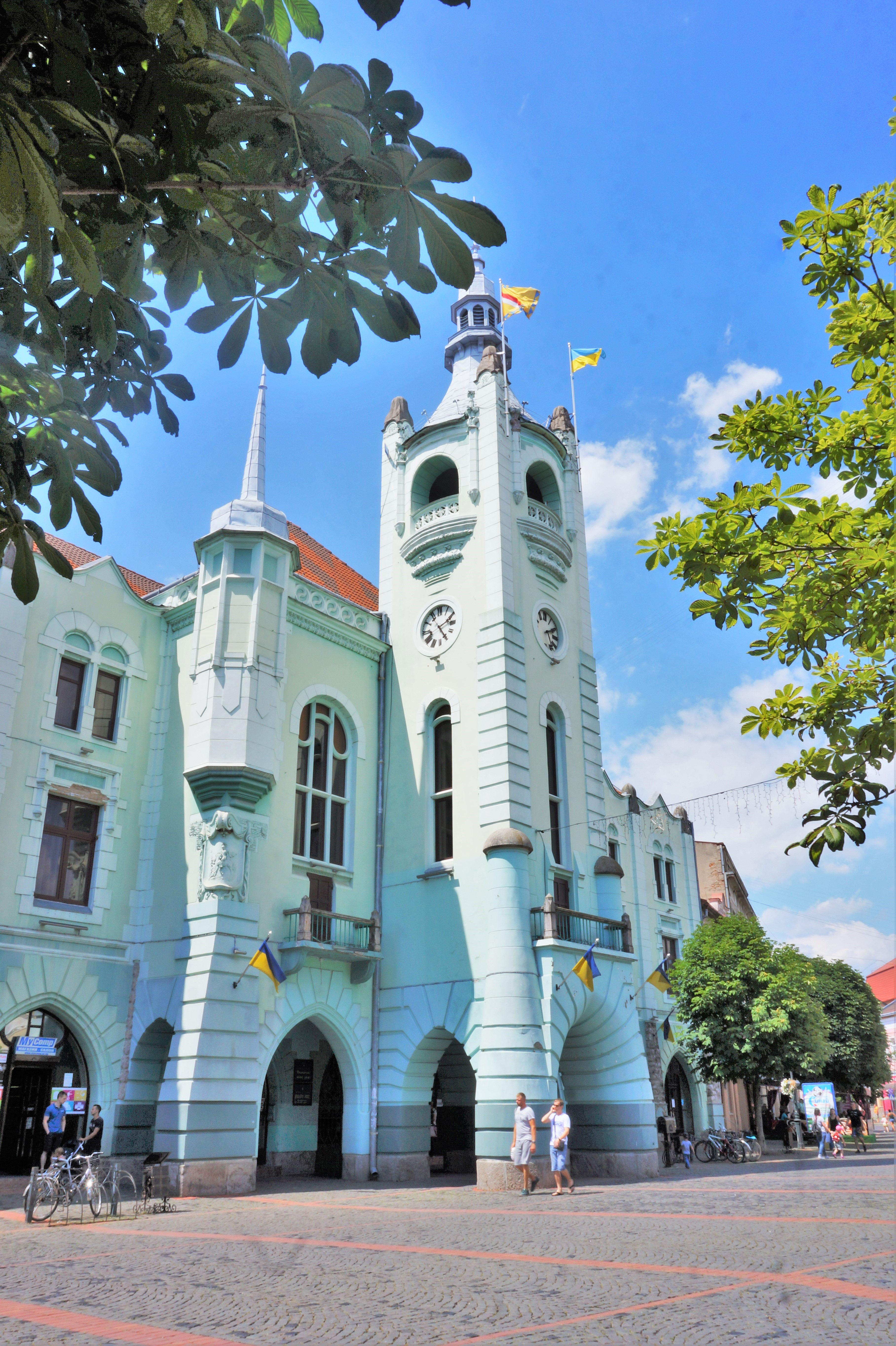
Мукачево

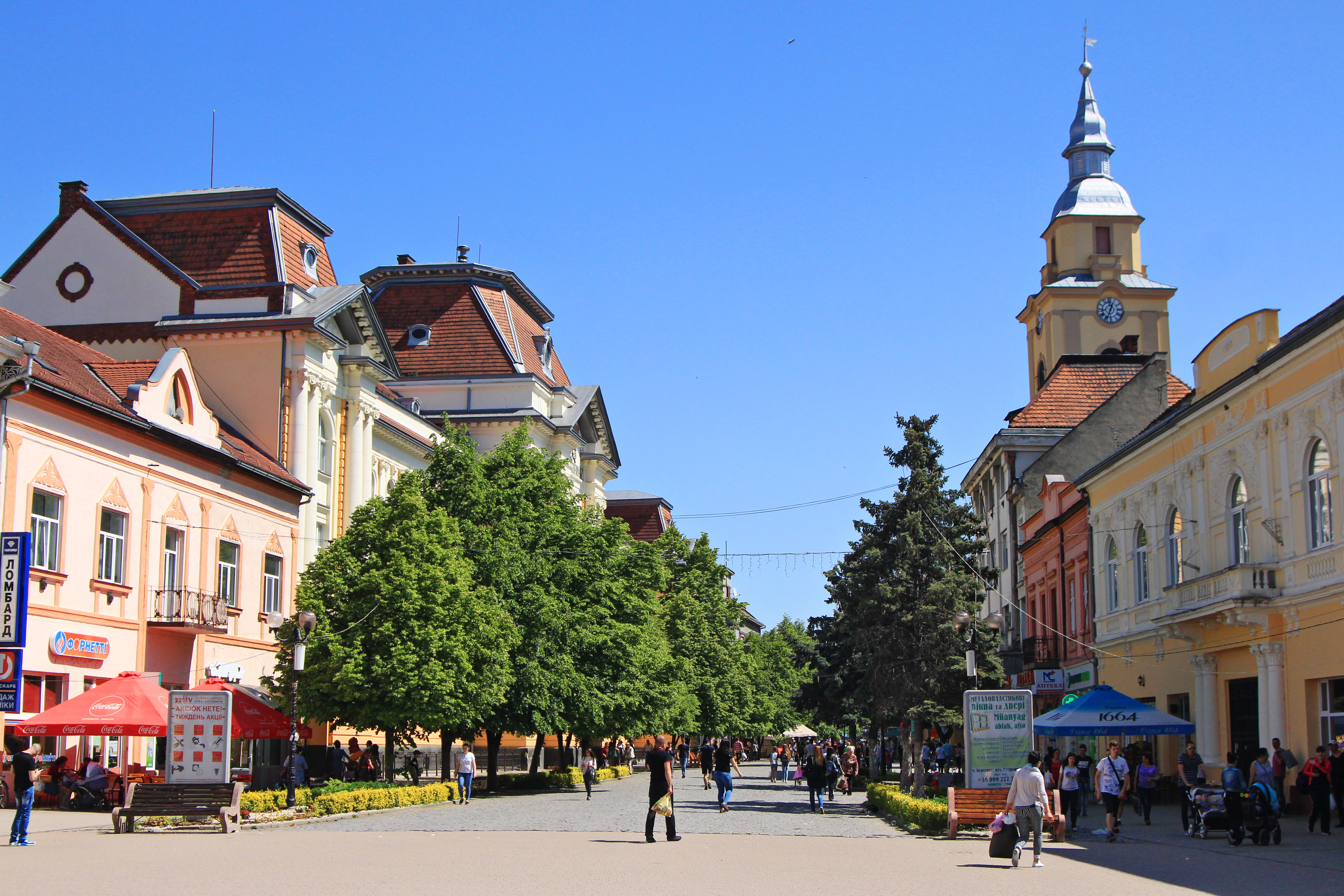
Берегове

Закарпаття займає 2,1 % усієї території України; найбільш грозовим місцем України є Великий Березний і Рахів (43 грозові дні на рік); найбільш снігове місце України — Руська Мокра (стійкий сніговий покрив лежить тут протягом 116 днів у році); найвища гора України — Говерла (висота 2061 м.); найбільше гірське озеро України Синевир (площа 7000 м² на висоті 989 м); найвисокогірніша транспортна магістраль України — автошосе по Яблунецькому перевалі на висоті 931 м; найдовший залізничний тунель в Україні — Щербин-Сянки, що має 908 м; найглибша лікувальна установа в Україні в Солотвино (на глибині 300 м); найпівнічніша місцевість у світі, де вирощують чай — гора Красна Горка, біля Мукачева; один з географічних центрів континентальної Європи знаходиться біля с. Ділове Рахівського району (48°30' пн. широти і 23°23' сх. довготи).
Точні координати — на заході: 22°09' східної довготи; 48°27' північної широти (1,5 км від с. Соломоново, Ужгородського району), на сході: 24°38' східної довготи; 48°04' північної широти (хребет Чорногора, 12 км від с. Луги, Рахівського району), на півночі: 22°35'східної довготи; 49°06'північної широти (с. Стужиця, Великоберезнянського району, хребет Східні Бескиди (біосферний заповідник)), на півдні: 24°18' східної довготи; 47°53' північної широти (район Довгорунської мармурової копальні, 6 км від с. Ділове, Рахівського району). Цікаво, що найбільша ширина (по прямій лінії) з півночі на південь — до 135 кілометрів, а найбільша довжина (по прямій лінії) зі сходу на захід — близько 205 кілометрів. У гарній місцевості поблизу гори Кук, знаходиться геометричний географічний центр Закарпаття.
Більшість території краю займають гори (найвищою точкою є вершина Говерла — 2061 м, а найнижча в районі села Руські Геївці Ужгородського району — 101 м над рівнем моря). Карпатські гори мають вік 1,2 млрд років. Найвищі гори після Говерли: Бребенескул — 2035 м, Піп-Іван — 2022 м, Петрос — 2020 м, Гутин-Темнатик — 2017 м, Ребра — 2007 м, інші — менше 2 тис. Є кілька версій походження назви Карпати: 1) У першій половині I тисячоліття до нашої ери, дану територію населяло гето-дакійське плем'я карпи (карпіани); 2) Із санскритської мови, де слово «Карпати» має декілька значень — «нерівний», «необроблений», «прикриття», «притулок»; 3) Із давньогрецької мови, де слово «Карпат» означає «горб»; 4) Із фракійської мови слово «карпо» означає «скеля»; 5) Існує народна легенда про доброго велетня Карпа; 6) Народна легенда про чорта, який покорпав землю. Карпатські гори займають 80 % території Закарпаття. Вони перетинають область від північного заходу до південного сходу. Довжина — 240 км, ширина — 110 км. Карпатські гори ростуть щороку на 1—2 см і дуже повільно зсуваються на Схід. Гірські ліси складають 45 % усіх лісів Закарпаття, а гірські полонини Закарпаття займають територію 40 000 га. Високо до неба тут підіймаються гірські хребти: Маковиця, Красна, Великий Діл, Свидовець, Боржава, Чорногора, Рівна, Анталовська Поляна, Синяк, Вигорлат, Полонина-Рівна. А через Водороздільний хребет до нас ведуть важливі транспортні перевали, що віками слугували людям: Ужоцький (889 м), Середній Верецький (Ворітський — 839 м), Воловецький (Скотарський — 1014 м), Вишківський (Торунський — 931 м), Легіонів (1110 м), Яблунецький (Татарський — 931 м). Великі таємниці природи ще дотепер зберігають печери нашого краю: соляні (Солотвинські копальні), карстові (Кам'яні ворота, Діравий камінь, Ведмеже ікло, Прозорих стін, Білих стін, Романія, Вів, Чурь, Княгиня, Дружба, Гребінь, Перлина, Синаторій, Чертіж, Молочний камінь, Термокса мала), мармурові (Ділове, Грабово, Княгиня).
Вже на південному заході територія до самого кордону називається Закарпатською низовиною. Вона прилягає до Середньодунайської низовини (Панонії) і займає 20 % території краю (близько 2000 кв. км). 50 % земель розорано під сільськогосподарські угіддя, ліси низовин займають 15 %. Сільськогосподарські землі низовини складають 39 600 га, рілля — 188 000 га, пасовища — 102 400 га, сіножаті — 73 400 га. Між горами знаходяться улоговини: Перечинська, Ясіньська, Ужанська, Кушницька, Богданська, Міжгірська, Свалявська, Усть-Чорнянська, Колочавська, Хустська, Воротньо-Воловецька.
Найдовша річка Закарпаття — Тиса. Довжина її в межах краю становить 223 км. Крім Тиси протікають річки: Уж, Латориця, Боржава, Ріка, Теребля, Тересва та інші. Усіх річок, струмків і потічків у краї 9429, озер — 137, з яких водойм (постійних озер) — 32. Найбільше озеро Закарпаття — Синевир, утворене 10 тисяч років тому на висоті 989 м площею 7 га, з глибиною 27 м. Закарпатські озера поділяються на кілька типів, серед яких виділяються льодовиково-карові озера: Апшинець, Марічейка, Несамовите, Бребенескул, Брескул, Ворожеска, Герашаське, Драгобратське Озерце, Нижнє, Верхнє, Мала Гропа; загатні озера: Солене, Тереблянські озера, Синевир; антропогенні озера: Чорні озера, Солотвинські озера; вулканічні озера: Липовецьке, Ворочівське, Синє. Найбільший гірський водоспад — Войводин, а найвищий — Трофанець.
Зі страхітливими легендами пов'язані закарпатські болота: Чорні Багна, Чорний Мочар, Солені Млаки, Заросляк, Трофанець. Ще у 1878 р. почалося осушення болота Чорна Мочар, що займало понад 14 тисяч гектарів. На сьогодні воно осушене майже повністю, на його місці тепер — каскад водосховищ і ставків, де розводять коропа, карася, білого амура. А ось улюбленим місцем відпочинку туристів стали гірські водоспади: Войводинський (найбільший), Трофанець (найвищий), Шипот, Городилівський, Скакало, Липовецький, Лумшорський, Мокрянський, Чортів Млин. Крім того на низовинних територіях є багато штучних каналів: Ужгородський, річки-канали Берегівського, Виноградівського, Ужгородського, Мукачівського районів, а також нараховується близько 50 ставків і водосховищ, загальною площею 173 кв. км: Вільшанське, Залужанське, Горбківське.
Загальна протяжність кордонів Закарпаття становить 460 км (з Польщею 33,4 км, зі Словаччиною — 98,5 км, з Угорщиною — 130 км, з Румунією — 205,4 км). На півночі та північному сході Закарпаття межує з Львівською (85 км) та Івано-Франківською областями (180 км).
До сьогодні в Закарпатті збереглися 12 середньовічних замків, серед яких Ужгородський, Мукачівський, Невицький, інші в руїнах і залишках. На сьогодні в краї діють понад 30 монастирів, серед яких найдавнішими є Мукачівський, Угольський Драгівський, Імстичівський, Боронявський, Малоберезнянський, всі інші з XX століття. До сьогодні в Закарпатті збереглися дворянські палаци Шенборнів (Карпати), Перені (Виноградів), Довгої (Довге), Ракоці (Мукачево), Другетів (Ужгород-Горяни), Бетлені (Берегове), Плотені (В.Лази Ужгородського р-ну).
Закарпаття багате своєю історією. В краї нараховується 1817 пам'яток історії, 496 — археології, 48 — мистецтва. Найдавніша стоянка первісної людини у Центральній та Східній Європі знаходиться в Королеві Виноградівського району і датується близько 1 млн. 100 тис. років.

## Географічне положення, кордони
Закарпаття — це єдина частина України, розташована за Головним Карпатським хребтом, яка входить до обсягу паннонського басейну. Сполучення з Україною полегшують численні карпатські перевали. Вздовж південного краю Карпат та р. Тиси проходить Мармароська котловина, яка в'яже Закарпаття із Словаччиною і Чехією на заході та з Семигородом і Молдовою на сході. Таке переходове положення вплинуло на те, що Закарпаття входило впродовж ряду століть до складу Угорщини. Проте, Закарпаття не лежало на головних шляхах і було надто мале, щоб відіграти більшу роль, і тому становило лише крайню провінцію Угорщини, в складі якої не творило навіть однієї адміністративної одиниці, а входило до складу ряду комітатів (Мармарош, Угоча, Береґ, Унґ, Земплін, Шариш, Спиш), що простягалися ще далі на південь й обіймали частини угорської, словацької й румунської етнографічної території. До 1919 р. під Закарпаттям розуміємо лише ту частину Угорщини, в якій жили українці (тому поширена назва «Угорська Русь», «Угорська Україна»), а її межами були етнографічні межі з румунами й угорцями на півдні та словаками на заході; в цих етнографічних межах Закарпаття обіймає 15 600 км².
1919 p., після відділення Закарпаття від Угорщини, створено з основної частини Закарпаття окрему автономію в межах Чехо-Словаччини, т. зв. «Підкарпатську Русь» або «Карпатську Україну»; невелику частину Закарпаття, положену на південь від Тиси і в сточищі р. Вишевої (Мармарощина), приділено до Румунії, а західну частину — Пряшівщину — до Словаччини. Проте до Карпатської України прилучено вузьку смугу угорської етнографічної території з метою поширити її територіальну базу й увійти у володіння важливою поздовжньою залізницею (Кошиці — Чоп — Хуст — Рахів), що сполучала Закарпаття із рештою Чехо-Словаччини і з Румунією. Стан Закарпаття в 1918—38 pp.:
|                                          | Територія в км² | Людність в тис. (в 1930 р.) |
| ---------------------------------------- | --------------- | --------------------------- |
| Карпатська Україна в етнографічних межах | 11400           | 616                         |
| Пряшівщина                               | 3500            | 118                         |
| Закарпаття в межах Румунії               | 700             | 26                          |
| Разом етнографічне Закарпаття            | 15 600          | 760                         |
| Карпатська Україна в політичних межах    | 12 600          | 725                         |

В межах Чехо-Словаччини Закарпаття мало дуже важливе геополітичне значення як поміст, який в'язав Чехо-Словаччину з Румунією, а тим самим був територіяльною віссю т. зв. Малої Антанти та одночасно відділяв Угорщину від Польщі. Нині геополітичне значення Закарпаття для України, полягає в тому, що тут Україна входить безпосередньо на територію Середньої Наддунайської Європи.
З 1938 р. межі Карпатської України зазнали кількох змін. Після Віденського арбітражу Карпатська Україна обіймала лише етнографічну територію без м. Ужгорода і Мукачевого (11 100 км² і 552 000 меш.); адміністративна одиниця Закарпаття в межах Угорщини (1939—1944) була зменшена ще на територію з м. Севлюш, Тячів і Солотвино, натомість її збільшено на захід за рахунок Словаччини (територія 1050 км² і 41 000 мешканців). Таким чином Закарпаття в межах Угорщини 1939—44, за статистикою 1941, обіймало 12 060 км² і мало 622 000 мешканців. Закарпаття в межах України обіймає ту саму територію, що й в межах Чехо-Словаччини, збільшену на південно-західну територією навколо смт Чоп і становило окрему адміністративно-територіальну одиницю — Закарпатська область (12 800 км² і 929 000 мешканців на 1956 р. і 1 254 396 жителів (на 1.12.2012)).

## Природа

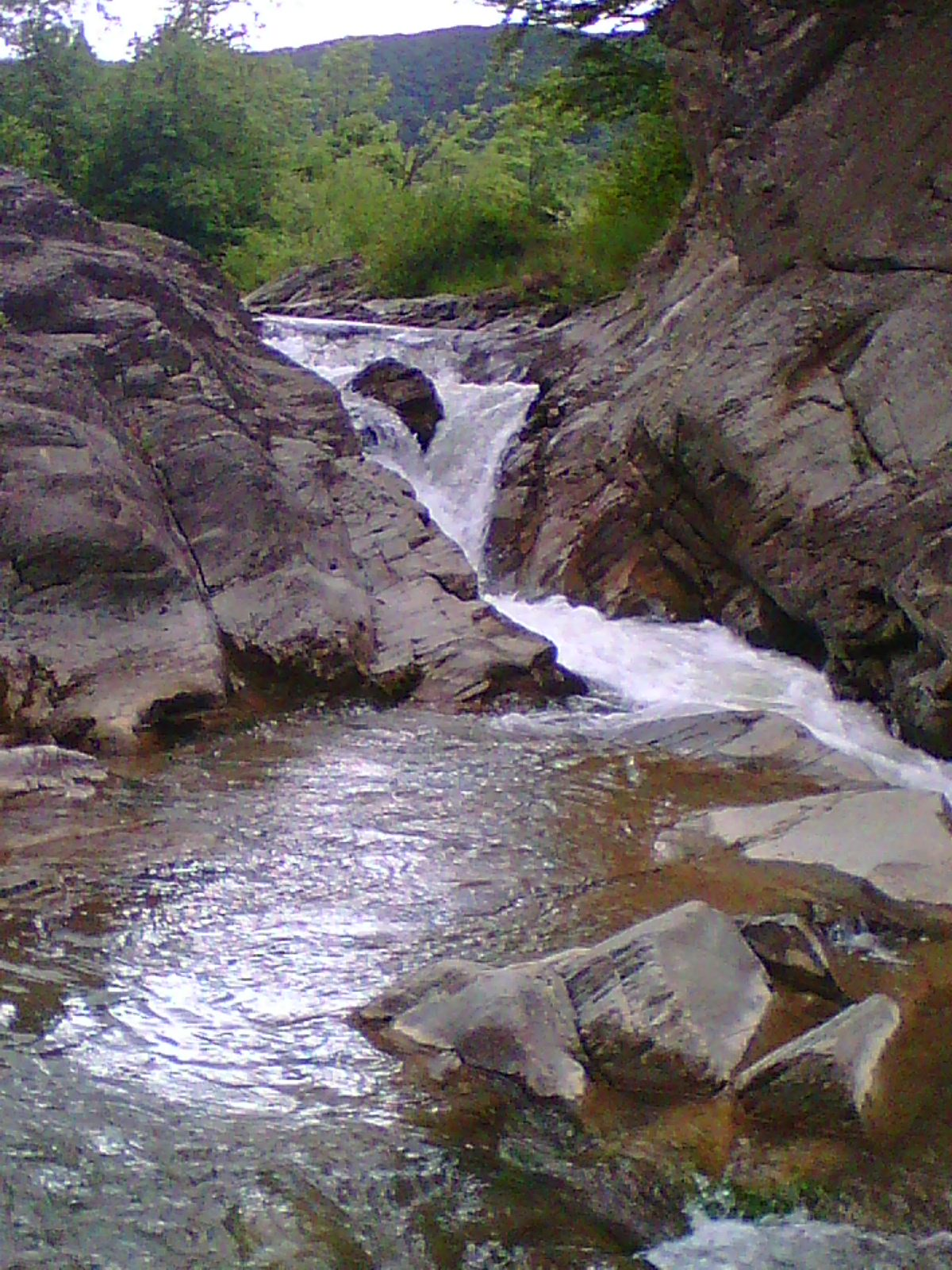
Водоспад в Закарпатті

### Рельєф
Закарпаття охоплює дві різні географічні країни — Потиську низовину (її тепер називають також Закарпатською низовиною) та частину Східних Карпат. Потиська низовина обіймає 15 % Закарпаття і становить собою алювіяльну, легко хвилясту, часто підмоклу рівнину, з острівними вулканічними горами. Разом з підгір'ям Карпат це найбагатша частина Закарпаття завдяки корисному рельєфу і кліматичним умовам та найкращим на Закарпатті ґрунтам. Карпати мають на території Закарпаття типову для Східних Карпат смугову будову, що полягає в чергуванні поздовжніх високих гірських смуг з нижчими поздовжніми заглибинами. На Закарпаття вони виступають в напрямі з півдня на північ:
1. Вулканічні Українські Карпати разом з підгір'ям, відділені вузькою;
2. Внутрішньою Карпатською долиною і Мармароською улоговиною від високого;
3. Полонинського Бескиду, в свою чергу відділеного;
4. Середньо-Карпатською улоговиною від розкиненої на півночі;
5. високої смуги Середнього Бескиду, Високого Бескиду і Горганів.

Найбільше на схід висунену частину Закарпаття займають Гуцульські Альпи. Ці поздовжні смуги перетинають поперечні притоки Тиси і сполучають усю країну в одне ціле. Західне Закарпаття (Пряшівщина) входить здебільша до складу Низького і Західного Бескиду.

### Клімат
Клімат Закарпаття помірно-континентальний; завдяки Карпатам, що охороняють Закарпаття з півночі, він тепліший від інших частин України, розташованих в такій самій географічній широті. Клімат зокрема сприятливий на низовині й підгір'ї та дозволяє вирощування садів і винограду, і навіть деяких субтропічних рослин (температура Ужгорода на висоті 132 м: в січні —3,1°С; в липні +20,1 °C; 770 мм опадів); в горах клімат змінюється залежно від висоти (наприклад, Ясіня на висоті 652 м — в січні —7,7°С, в липні +16,9 °C, 1 030 мм опадів). Ще більше впливає висота на рослинність, яка поділяється на ряд смуг: лісостеп, рослинність на низовині, підгірська смуга до 400 м, нижча і вища смуга лісів та смуга полонин із субальпійською рослинністю.

### Рекреація
Рекреаційні ресурси області становлять 5,2 % об'ємного і 5,1 % вартісного потенціалу природних ресурсів рекреації України. В їх комплексі 75 розвіданих і 38 занесених до Кадастру мінвод України типів мінеральних вод з дебітом 3,3 тис. м³ на добу, які є унікальними і відповідають водам типу «Шаянська», «Єсентуки», «Боржомі» і за своїм хімічним складом і лікувальними властивостями не поступаються відомим водам Кавказу, Чехії, Польщі та Франції.
Особливо привертають увагу мінеральні (боржомі, зубер, єсентуки, нарзан, сойми, келечин, стара русса) та термальні води (від +18° до +80 °С, а глибина до 800 м — Вільхівка, Ужгород, Уголька, Руські Комарівці, Синяк, Шаян, Бігань, Гараздівка, Косино, Берегове).
Курортна-рекреаційна та туристична мережа Закарпаття налічує 15 санаторіїв, 16 санаторіїв-профілакторіїв, 25 баз відпочинку і 3 пансіонати. Найбільш відомі серед них: «Сонячне Закарпаття», «Поляна», «Джерело Кришталеве», «Квітка Полонини», «Верховина», «Карпати», «Перлина Карпат», «Синяк», «Шаян», «Гірська Тиса», «Кооператор», Українська алергологічна лікарня у Солотвино, «Квасний потік», «Човен», «Сойми», «Солені Млаки».

### Флора і фауна
Багатою є флора і фауна. Із близько 2 тис. видів вищих рослин — 67 занесено до «Червоної книги», а із 546 видів тварин — 43. На Закарпатті збереглися 10 історичних парків-пам'яток (парк Лаудона і Підзамковий в Ужгороді, парк Перені у Виноградові, парк Шенборнів у Карпатах, парк із 140 екзотичних дерев і кущів у Мукачевому, парк Вагнера в Невицькому замку) та 415 природних заповідників.

### Іменні дерева
На території Закарпаття ростуть дерева які отримали імена історичних діячів та історичних подій:
1. ясен Масарика, Ужгород
2. бук Плотені, В.Лази
3. гінкго Новака, Р.Поле
4. дідо-дуб, Стужиця
5. дідо-чемпіон, Стужиця
6. дуб Унгварі Лайош, Перечин
7. дуб Шенборна, Свалява
8. дуб Яцькова, Голубине
9. платан Вагнера, Камяниця
10. дуб Ольбрахта, Міжгіря
11. липа 1848, Мукачево
12. дуб Плавяньоша, Плавє
13. платан Другета, Ужгород
14. платан Франка, Довге
15. липа Телекі, Довге

## Історія

### Праісторія та рання історія
Найдавніші археологічні знахідки на території Закарпаття походять з неолітичної доби близько 4 000 p. до н. е. Це Буківська культура, що виявляє деяке споріднення з Трипільською культурою центральної України. Вже за часів неоліту із Закарпаття йшов експорт обсидіанових виробів до Галичини. Проміжне географічне положення Закарпаття та його природні багатства здавна притягали різних завойовників. При цьому первісне населення Буківської культури залишилося на місці, як субстратна верства. У бронзову добу ІІ тисячоліття до н. е. на Закарпатті починається металеве виробництво (мечі, ножі, серпи, сокири), що його пов'язують з приходом фрако-дакийських племен з Семигорода. В останніх віках до Х століття Закарпаття опанували кельти, що прибули із заходу; вони принесли з собою залізну культуру. Зі східних кочових народів прибули до наддунайської улоговини спершу іранці (скити та сармати-язиґи), а в І тисячолітті н. е. тюрки (гуни, авари) і угро-фінські мадяри — угорці. У II столітті сусідня Дакія (Семигород) стала римською провінцією, і через Закарпаття проходили шляхи римських купців. В добу мандрівки народів Закарпаття окупували германські племена; вандали перейшли на Закарпаття з Галичини наприкінці II століття; рештки готів (гепіди) трималися в сусідньому Семигороді до X століття.

### Слов'янізація Закарпаття (Болгарське царство, Київська Русь)
Слов'янський колонізаційний процес охопив Закарпаття приблизно від II століття і відбувався через карпатські перевали. Археологічні дослідження виявили, що низинні частини Закарпаття мали у VIII—IX століттях досить густе хліборобське населення, яке в той час було радше південними, ніж східними слов'янами та, мабуть, належало до племен білих хорватів, що простяглося обабіч Карпат. Тільки згодом, відірване від південних слов'ян угорцями й румунами, та постійно доповнюване допливом українських поселенців з другого боку Карпат (цей переселенський рух тривав віками аж до XIX століття), населення Закарпаття було поступово і непомітно інкорпороване до східного слов'янства. Слов'яни басейну Тиси та Семигорода перебували під владою аварів (VI—VIII ст.), а потім входили до складу Болгарського царства (IX—X ст.). Через занепад болгарської держави Закарпаття перейшло у другій половині X століття до сфери впливів Київської держави. Літопис відзначає участь білих хорватів у війнах київських князів проти Візантії та похід Володимира Великого на білих хорватів у 992 р. З того часу на Закарпатті закріплюється назва «Русь».

### Початок Угорського періоду (XI—XV століття)
Використовуючи усобиці, що виникли в Київській державі по смерті Володимира Великого (1015), король Стефан І Святий прилучив Закарпаття до Угорщини, а його син Емеріх дістав титул «князя русинів». З того часу до початку XX століття Закарпаття постійно перебувало у складі угорської держави, становлячи її прикордонну область на півночі. Через Закарпаття проходила оборонна смуга з укріпленнями, т. зв. засіки; залоги оборонців складалися переважно зі слов'яно-руського автохтонного населення («Руська Мархія»). Монгольський наїзд на Угорщину (1241) відбувся через карпатські перевали і дощенту зруйнував Закарпаття.
В XIII—XIV століттях замість системи засік почали будувати замки, здатні витримати тривалу облогу. У зв'язку з цим поглибився процес феодалізації; з королівських домен утворилися маґнатські лятифундії, що частково існували до XX століття. Одночасно на Закарпаття поширилася комітатська територіяльно-адміністративна організація (див. Жупа (комітат)).
Український елемент становив меншість серед феодальної верстви. Мукачівська домінія була надана за чергою двом зятям угорського короля Бели IV (1235—1270), князю Ростиславу Михайловичу чернігівському та князю Леву Даниловичу галицькому. В 1315—1320 pp. група маґнатів північної Угорщини, ворожих до Анжуйської династії, зробила спробу покликати на угорський престол князів Андрія або Лева Юрійовичів, що по жіночій лінії походили від Арпадовичів.
В 1393—1414 pp. паном Мукачівської домінії та наджупаном Березького комітату став князь Федір Коріятович зі зукраїнщеного литовського великокняжого роду. Місцева традиція бачила в Коріятовичеві носія української колонізації Закарпаття.
В першій половині XV століття Мукачівською домінією володіли сербські князі «деспоти» Стефан Лазарович і Юрій Бранкович. Після цього слов'янський і православний елемент зник серед аристократії на Закарпатті. Автохтонне українське населення зведено до кріпацької маси, що з неї вибивалася малочисельна дрібна шляхта і пригнічене духовенство. Дещо полегшив долю кріпаків енергійний угорський король Матвій Корвін (1458—90), і тому про нього збереглася пам'ять в усній словесності.
З половини XIII і до кінця XV століття Закарпаття охоплюють два колонізаційні рухи: зі сходу — т. зв. волоський та із заходу — німецько-словацький. Волохами на Закарпаття були не винятково румуни, а румуно-українське пастуше населення, що із Семигорода осідало на закарпатських гірських долинах і тут, як і на східному боці Карпат, заснувало свої оселі (див. Волоське право). Німецька колонізація, що прийшла після татарського нападу, не зупинилася на Спиші, де існував союз 24 самоуправних німецьких гірничо-торговельних міст («Срібна земля»). На самому Закарпатті постав ряд міст за німецьким правом, між ними Пряшів, Бардіїв, Берегове, Севлюш, Хуст й інші. Паралельно йшла хліборобська колонізація за німецьким правом, в якій брали участь і місцеві русини. Рівночасно припливали на схід і словаки, що дало початок поступовій словакізації західного Закарпаття.
Позбавлені політичного самоуправління і привілейованих станів закарпатські українці зберегли свою народність насамперед завдяки релігії. Східне християнство ширилося на Закарпаття, мабуть, ще з часів його приналежності до Болгарії. Але відомості про організовані центри церковного життя походять тільки з пізнішої доби. В XIV столітті між закарпатськими монастирями вирізнялися два: св. Миколая на Чернечій горі біля Мукачева і св. Михаїла в Грушові на Мармарощині. Останній в 1391 р. отримав право ставропігії. З 1491 р. маємо першу документальну відомість про православного єпископа в Мукачеві. Православ'я на Угорщині було тільки в становищі толерованої релігії; становище духовенства і монастирів залежало від доброї волі місцевих землевласників.

### 1500—1711 pp.
На початку XVI століття закарпатське населення взяло участь у повстанні семигородського шляхтича Юрія Довжі (1514) проти феодалів. Воно також найбільше зазнало репресій після придушення руху «куруців» (протифеодальна і протиавстрійська партія). Поневолення селян остаточно оформив кодекс Тріпартітум, складений Стефаном з Вербівця (див. Вербовцій Стефан). Цей кодекс залишився основою угорського станового законодавства до 1848 р.
Після угорської поразки під Могачем (1526) і поділу Угорщини між Оттоманською імперією, Австрією і Семигородом історія Закарпаття визначалася, з одного боку, турецьким натиском, а з другого — затяжним суперництвом між Габсбурґами і Семигородом. Рівнинні частини Закарпаття часто терпіли від турецько-татарських наїздів. В боротьбі проти них брало участь переважно населення західного Закарпаття, яке тоді перебувало під зверхністю Габсбурґів (Пряшівщина та Ужгородщина). Східне Закарпаття належало до Семигорода. Через те Закарпаттю припала доля бойовища, на якому в XVII столітті билися дві сили: угорська шляхта під проводом Семигорода і австрійський абсолютизм зі своїми угорськими прихильниками (повстання С. Бочкая 1604—06, військово-політичні акції Ґ. Бетлена, Юрія І і Юрія II Ракоціїв, Вешеленія, І. Текелія і зокрема велике повстання Франца II Ракоція 1703—11). Особливо активну участь брали закарпатські українці у повстанні Франца II Ракоція; вони творили вірну ґвардію князя і заслужили від нього почесне ім'я «найвірнішого народу» (gens fidelissima). Внаслідок безперервних воєн, що проходили на Закарпатті, край зазнав руїни, занепали і німецькі міста. Зате тягар панщини зменшився, а в горах вона навіть не була запроваджена. Це й було причиною припливу нових переселенців з галицького боку, де панщизняний утиск був більший.
Незважаючи на політичну відокремленість, духовні зв'язки Закарпаття з іншими українськими землями були тісні. Тут вживалися богослужбові книги київського чи львівського друку. В XVII—XVIII століттях на Закарпатті розвивалася місцева релігійна література, що своїм характером була частиною української барокової літератури з незначними угорськими та словацькими впливами. Типові жанри цієї літератури — учительні євангелія, леґенди й апокрифи, збірки проповідей, полемічно-апологетичні писання (серед них виділяються твори найцікавішого релігійного полеміста кінця XVII століття Михайла Андрелли (Оросвигівського), названого також «закарпатським Вишенським», літописні записки (Гукливський літопис, закарпатська хроніка, почата 1660 р. і доведена до 1830 під назвою «Новійшая, яже когда случишася»; подає політичні й церковні події в Угорщині та на Закарпатті, соціально-побутові, опублікований Я. Біленьким «Угорсько-руські літописні записки», «ЗНТШ», CIV).
Закарпатське письменство XVII—XVIII століть користувалося живою народною мовою. Більшість творів поширювалися в рукописах; перші друковані книги для Закарпаття друкувалися в Тернові на Словаччині. Письменство, як і освіта (монастирські школи), мало наскрізь релігійний характер. Тоді ж розвивалося на Закарпатті будівництво дерев'яних церков, з яких залишилося кілька цінних зразків до нашого часу.

### Ужгородська унія (1646)
З половини XVII століття на Закарпатті почалася боротьба між православними та греко-католиками. Цей конфлікт мав не лише релігійне, але й політичне підґрунтя і був пов'язаний із боротьбою між католицизмом і протестантизмом в Угорщині. Православна церква Закарпаття перебувала в стані занепаду; духовенство було малоосвічене, закріпачене, як і їх вірні; мукачівські єпископи були залежні від угорських кальвінських маґнатів, які намагалися завести реформаційні порядки в православних парафіях. З другого боку, розпочатий на Угорщині рух проти реформації сприяв також унійним заходам серед православних. Перша невдала спроба заведення унії була зроблена 1612 року перемиським єпископом А. Крупецьким на заході Закарпаття, яке було домінією маґнатів Друґетів, відомих сподвижників Католицької Церкви і династії. Унії сприяли згодом єпископи Василь Тарасович та Петро Партеній Ростошинський. Вислідом їх заходів була Ужгородська унія (1646), на якій українське священство західної (королівської) частини Закарпаття прийнято до католицької церкви зі збереженням грецького статуту і східного обряду. Під охороною Ракоціїв у Мукачеві діяв одночасно православний єпископ Й. Зейкан. Багато праці для зміцнення унії поклав єпископ Й. де-Камеліс, родом грек. У Мармарощині (до 1720 політично належала до Семигорода) залишалося підпорядкування константинопольському патріарху до кінця XVIII століття. Зі смертю останнього православного єпископа Доситея в углянському монастирі унія запроваджена по всьому Закарпаттю.
Ужгородська унія не зразу призвела до покращення відносин на церковного відтинку; мукачівські єпископи втратили значення і були зведені до ролі генеральних вікаріїв латинських архієпископів Еґеру. Становище покращало, коли за оборону інтересів Греко-католицької церкви на Закарпатті взялася Марія Терезія. 1771 на її домагання папа Климент XIV унезалежнив мукачівську єпархію від Еґеру. Друга половина XVIII століття заслуговує на назву «золотої доби» в церковній історії Закарпаття. В особах єпископів Мануїла Ольшавського, Івана Брадача і зокрема Андрія Бачинського воно мало своїх найкращих церковних і культурних діячів. На той час припадають такі важливі події церковного життя: перенесення осідку єпархії до Ужгороду (1780) і створення там єпархіальної семінарії, виділення нової пряшівської єпархії (1816). Названі єпископи дбали про піднесення матеріального й освітнього стану духовенства та про народну освіту.

### В 1711—1847
В противагу до XVII століття, яке було добою майже безперервних воєнних заколотів, XVIII століття і перша половина XIX століття були часом спокійного розвитку Закарпаття. Панування Марії Терезії і Йосифа II, представників освіченого абсолютизму в Австрії та Угорщині, помітне деякими пільгами для селян та рядом інших реформ; «урбарна регуляція» (1766) обмежила сваволю щодо панщизняних обов'язків і брала під охорону селянські земельні наділи. Йосиф II актом скасування панщини на Угорщині (1785) хотів піти далі, але по його смерті повернено старі порядки; відновлена панщина тривала до 1848 р. Угорська шляхта гостро чинила опір ліберальним заходам Відня. Посилена в кінці XVIII століття панщина викликала рух опришків також і на Закарпатті, що був західно-українським відповідником гайдамацьких повстань на Наддніпрянщині.
У 1774 році було проведено освітню реформу. Утворилися три типи шкіл: однокласні («парафіяльні»), у яких викладання здійснювалось національними мовами; трикласні («тривіальні»), у яких викладали як мовами місцевих національностей, так і німецькою; чотирикласні («нормальні»), у яких викладали німецькою. Початкові («тривіальні») школи були створені у містечках і великих селах, в окружних центрах — «головні», в центрах провінцій — «нормальні», в яких велася підготовка вчителів.
З 1777 навчання у тривіальних школах було повністю переведене на рідну мову кожної національної меншини імперії.
У 1774 у парафіяльних, тривіальних і головних школах Закарпаття навчали українською мовою, однак в 1791—1792 роках усі перевели з української на угорську мову.
Наприкінці XVIII і на початку XIX століття Закарпаття мало ряд висококваліфікованих інтелектуальних сил, що вийшли із закордонних університетів, але не знайшли застосування на своїй вужчій батьківщині й переїхали працювати до Галичини і Росії: Петро Лодій і Ян Земанчик були професорами львівського «Studium Rutenum», а М. Балудянський, І. Орлай, Ю. Гуца-Венелин, К. Павлович, М. Білевич й інші здобули високі службові й академічні становища в Росії й Україні. Порівняно з попередньою добою змінився характер закарпатської літературної творчості, що набрала ознак шкільної вченості. У письменстві, яке віддалилося від народної мови, запанувала латина і церковно-слов'янщина. До літературних діячів цього періоду належали: автор граматики Арсеній Коцак, перший історик Закарпаття Йоаникій Базилович, мовознавець Іван Фоґарашій Бережанин, віршописець та доморослий філософ Василь Довгович й інші. Найвидатнішою постаттю був мовознавець, історик і церковний діяч Михайло Лучкай-Поп (1789—1843).

### Період 1848—1900 років
Революційні події 1848—49 років зрушили частково і Закарпаття. Чимало молодої інтелігенції захопилося гаслами угорської революції; проте шовіністичний характер угорського руху відштовхував слов'янські народи та штовхав їх на союз із Віднем. Серед закарпатців, які поставилися вороже до угорського заколоту, були такі видатні постаті XIX століття як письменник і невтомний освітній діяч-«пробудитель» о. О. Духнович (1803—1865) та енергійний політик і публіцист Адольф Добрянський (1817—1901). Під впливом Добрянського словацькі учасники Слов'янського Конгресу в Празі висунули проект створення у складі Угорщини автономної словацько-української області. У квітні 1849 А. Добрянський відстоював перед Головною Руською Радою у Львові програму об'єднання Галичини й Закарпаття в окремий автономний «коронний край» у складі Габсбурзької монархії. Згодом він очолив делегацію від закарпатських українців до цісаря Франца Йосифа І, яка висунула у Відні постулат про створення в межах Угорщини «Руського воєводства» з національно-територіальною і культурною автономією.
Незважаючи на поразку угорського заколоту, уряд не виконав прохання про виділення Закарпаття в окрему одиницю, тільки А. Добрянський та інші закарпатські діячі отримали високі адміністративні пости в закарпатських комітатах. Закарпатська інтелігенція не використала як слід цієї ситуації, а згодом стосунки в Угорщині та на Закарпатті не сприяли політичній організації закарпатських українців. Унаслідок посилення абсолютизму в Австрії та з новим зростанням угорського націоналізму, серед закарпатської інтелігенції дедалі виразніше виявляється орієнтація на зовнішні чинники; частина її угорщиться, а серед решти поширюється ідеологія москвофільства. Його фанатичним пропагандистом був священик Іван Раковський, редактор видаваної урядом «Церковної Газети» (1856—1858). Розвиткові москвофільства сприяли традиційні серед закарпатського духовенства думки про потребу всеслов'янської писемної мови; але тепер з церковно-слов'янської мови це переносилося на російську. Глибоку пам'ять залишили також події 1849 року і придушення Миколою І угорського заколоту. Як видно з прикладу А. Добрянського, москвофільство на Закарпатті спочатку не перечило лояльності до Габсбурґів, але згодом все дужче зверталося в бік Росії. На протилежність Галичині, ця течія на Закарпатті довгий час не мала противаги в народовецькому таборі і панувала майже неподільно. Москвофільство одночасно призвело до розриву між інтелігенцією і селянством та ніяк не могло перешкодити угорським впливам.
Погодження між Австрією та Угорщиною 1867 року у формі дуалістичної австро-угорської монархії кинуло національні меншості на поталу угорській олігархії. Скромні здобутки, що їх закарпатські українці досягли в 1850-х pp., були негайно ліквідовані.. Греко-католицька церква як єдина національна установа закарпатських українців і їхня офіційна репрезентація стала поволі слухняним знаряддям денаціоналізаційної політики Будапешта. На іменування закарпатських єпископів набув головного впливу угорський уряд, і тому, починаючи від Стефана Панковича (1866—1874), що лишив по собі славу ренеґата, Закарпаття одержувало тільки єпископ-мадяронів. Завмирали українські парафіяльні школи, одна по одній зникали газети («Свѣтъ» 1867—71, «Новый Свѣтъ» 1871—73, «Карпатъ» 1873—86, «Листокъ» 1885—1903), занепадала діяльність освітнього товариства «Общество св. Василія В.». Поглиблювалася ізоляція Закарпаття від Галичини. Закарпатські літератори другої половини XIX століття (О. Павлович, Анатолій Кралицький, І. Сильвай, Є. Фенцик, О. Митрак, Ю. Ставровський-Попрадов й ін.) продовжували писати твори дивовижним жаргоном («язичіє»), що був мішаниною російської, церковно-слов'янської та народної мов. І змістом ця література була далекою від живих громадських, культурних і соціальних інтересів народу.
До цього долучилася ще і господарська катастрофа, що спіткала Закарпаття в кінці XIX століття Незважаючи на юридичну емансипацію селянства (знесення панщини і підданства 1848 p.), воно далі перебувало у фактичній соціальній та економічній залежності від дідичів. Внаслідок приросту населення та дріблення наділів, при слабому поступі урбанізації та індустріалізації, швидко давав себе відчути земельний голод. Над селом тяжіли алкоголізм, лихварство, неврожаї в 1890-х pp., а звідси голодування населення. В 1898—1902 pp. угорський уряд, на прохання єпископа Юлія Фірцака, розпочав т. зв. «Верховинську акцію», себто ряд соціально-господарських заходів для покращення становища селянства. Хронічні злидні були поштовхом для еміграції до США, яка з 1880-х pp. набрала масового характеру. Еміграція була найінтенсивнішою в західному Закарпатті, де здавна існувала традиція сезонних заробітчанських мандрівок. В західних комітатах (Шариш, Земплин, Унґ) еміграція забирала увесь природний приріст населення, а в 1905—1907 pp. доходила навіть до 200 % природного приросту; ніяка інша слов'янська територія не дала такого порівняно високого відсотка переселенців до Америки.

### 1900—1918 pp.
Період 1900—1914 pp. позначився трьома важливими процесами: посиленням угорського тиску, новою хвилею москвофільської пропаганди і виникненням народовецької (національно-української) течії. Шкільні закони 1902 і 1907 (т. зв. закон Аппоньї) вводили угорську мову до церковних шкіл; у результаті зугорщено все шкільництво. В ділянці церковної політики створено 1912 р. з частини парохій мукачівської і пряшівської єпархій Гайдудорозьку єпархію, де введено угорську богослужбову мову. Пряшівський єпископ С. Новак запровадив григоріянський календар, а міністерство освіти 1918 впровадило до українських публікацій угорську абетку. З 1900-х pp. долею Закарпаття почали більше цікавитися російські слов'янофільські кола в Петербурзі та москвофіли Галичини. За підтримкою панславістичного діяча графа Володимира Бобринського в Петербурзі, почалась агітація за православ'я, для чого створювала пригожий ґрунт угорська денаціоналізаційна політика. Угорська влада придушила цей рух, а на процесі в Марморському Сиготі (грудень 1913 — березень 1914) засуджено на кару ув'язнення кількадесят селян-неофітів православ'я на Закарпатті.
Загальний занепад закарпатського населення, з одного боку, і приклад галицького відродження, з другого, спонукали групу молодшої світської і духовної інтелігенції звернутися до народу, працювати разом з ним над його освітнім і соціальним піднесенням. Це т. зв. народовецька течія, яка згодом, серед змінених умов чехо-словацького режиму, вирішально спричинилася до національного відродження Закарпаття. Першим представником модерного українства, що взяв собі до серця долю «зраненого брата», був Михайло Драгоманов; в 1875—76 pp. він двічі побував на Закарпатті. З 1890-х pp. закарпатськими темами зацікавилося кілька галицько-українських вчених: Іван Франко (історія літератури), Володимир Гнатюк (етнографія), Іван Верхратський (діалектологія), Степан Томашівський (історія і статистика). Антропологічні дослідження провадив Федір Вовк. Під їхнім впливом співпрацювали в публікаціях Наукове товариство ім. Шевченка (НТШ) місцеві діячі — Юрій Жаткович (історик) та Гіядор Стрипський (дослідник літератури). На літературно-мовному відтинку розпочав народовецький напрям Василь Чопей, автор «Русько-мадярського словаря» (1883), базованого на живих народних говорах. Видатним освітнім діячем першої половини XX століття був отець Августин Волошин, автор «Граматики малоруської мови» (угорською мовою, 1907), що набула на тривалий час нормативного значення. Він також видавав газету «Наука» та склав ряд підручників, календарів і освітніх книжок для народу. Народовецький рух до першої світової війни, хоч не був численним, все-таки пустив тривале коріння. Коли восени 1918 р. упала стара Угорщина, народовецький рух поставив перед собою вже й політичні завдання.

### 1918—1920 pp.

ЗУНР (1918)

Значною мірою під впливом актів політичного самовизначення в Галичині на цей шлях ступили і закарпатські українці. По містах і містечках Закарпаття творилися народні ради, які виявляли політичне прагнення щодо майбутньої долі Закарпаття. За приєднання до України висловилися народні з'їзди: в Любовні під проводом о. О. Невицького (8.11.1918), в Сваляві (8.12.1918, гол. М. Комарницький), в Сиготі (18.12.1918) і в Хусті, де 21.1.1919 зібрався «Собор всіх Русинів, жиючих на Угорщині» в кількості 400 делегатів від 400 000 українського населення. Під керівництвом братів М. і Ю. Бращайків з'їзд виявив свою волю приєднатися до УНР; від Закарпаття було вислано двох делегатів до УНРади в Станиславові та на Трудовий Конгрес до Києва. 7 травня 1919 року в Станиславові з'їзд Руського краю ухвалив — домагатися на Паризькій мирній конференції включення українських земель Угорщини у склад Української держави. Ужгородська народна рада висловила лояльність до Угорщини, а пряшівська (вже в окупованому чеськими військами місті) висловилася за приєднання до Чехословаччини. В 1919 році територія Закарпаття перебувала під різними владами: східне Закарпаття окупували румуни (за винятком Ясіня з кількома гуцульськими селами, де існувала так звана «Гуцульська республіка»), західну частину — чехи, а Березький комітат залишався під угорцями. Останні намагалися заспокоїти Закарпаття культурно-адміністративною автономією: в грудні 1918 р. угорський уряд видав закон про «Руську Країну», іменував угорського губернатора в Мукачеві для Закарпаття і «руського міністра» в Будапешті. Після більшовицького перевороту в Угорщині створено в Мукачеві «Русько-українське народне комісарство». Але ці ефемерні інституції не проіснували довго. 8 травня 1919 зійшлися представники ужгородської, хустської і пряшівської рад і, утворивши Центральну Народну Руську Раду, проголосили об'єднання Закарпаття з Чехословаччиною. На це рішення великою мірою вплинула діяльність закарпатської еміграції у США, представники якої вели переговори з чехо-словацькими діячами, головно з Томашем Масариком, з метою включення Закарпаття до майбутньої республіки чехів і словаків на федеративних основах. Проведений плебісцит серед закарпатських громад у США дав 2/3 голосів на користь приєднання. Внаслідок цих актів народного волевиявлення та дипломатичних заходів чехо-словацьких політиків Мирова Конференція в Парижі санкціонувала передачу Закарпаття Чехословаччині в Сен-Жерменському договорі (10.9.1919), де рівночасно гарантувався автономний статус Закарпаття.

### Чехословаччина (1920—1939)

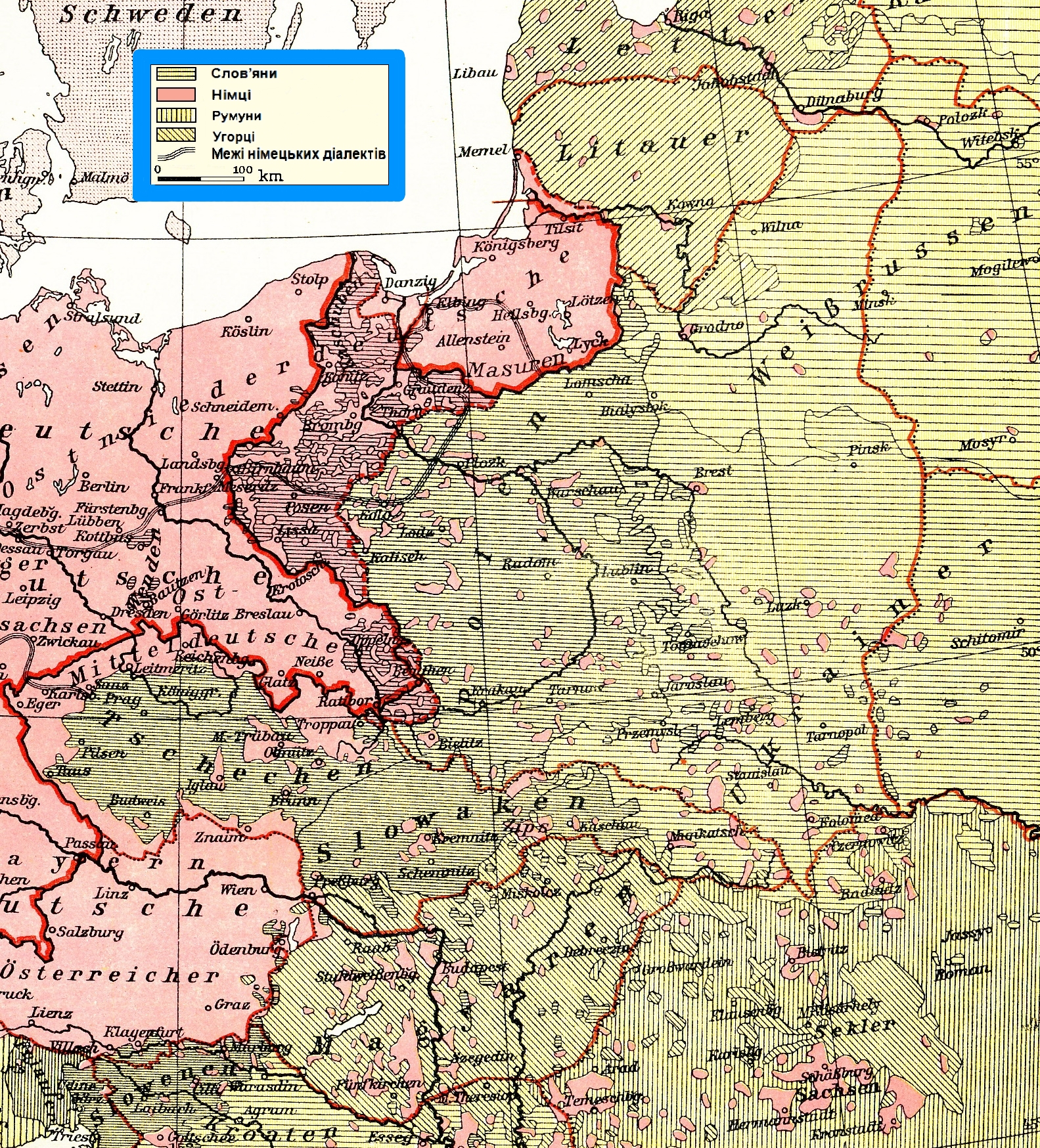
Розселення етносів у Центральній Європі станом на 1930 рік

Чеське панування на Закарпатті позначилося рядом реформ, більшість з яких мала позитивні наслідки. З другого боку, проведено низку заходів, які йшли в розріз із прагненням закарпатських українців до самоуправного життя. Політично-культурний розвиток Закарпаття 1920—39 pp. відбувався між чехо-словацьким централізмом і місцевим автономізмом.
Адміністративно-політичну організацію краю визначали статути празького уряду з 1919 і 1920 pp.; вони не виконували постанов Сен-Жерменського договору та чехо-словацької конституції про автономію. Закарпаття було виділено в окремий адміністративний край «Підкарпатська Русь», поза його межами лишилося близько 100 000 українців у межах Словаччини; губернатором краю було призначено Г. Жатковича, який після 1921 р. зрікся губернаторства, протестуючи цим проти нездійснення чехами автономії Закарпаття. Другим губернатором став А. Бескид (1923—1933), який однак мав лише номінальну владу, фактична влада перебувала в руках віце-губернатора чеха (А. Розсипал) та очолюваної ним, складеної переважно з чехів, адміністрації. Адміністративна реорганізація 1925 і 1927 р. відбувалася за лінією подальшої централізації; було усунено поділ краю на жупи (комітати), обмежено самоуправу громад, прирівняно в цілому «Підкарпатську Русь» до чотирьох інших провінцій держави. Щойно в 1937 р. за губернатора К. Грабаря (1935—1938) здійснено перший етап автономії (створення губернської ради), яку було значно поширено восени 1938 при реорганізації Чехословацької Республіки.
Політичне життя виявилося на початку в діяльності двох народних рад — української і москвофільської орієнтації. Згодом постав на Закарпатті цілий десяток партій, здебільшого філій чеських партій. Це, з одного боку, активізувало ширші кола в політичному житті, але одночасно розпорошувало місцеві сили в їхній боротьбі за всебічний розвиток краю. Вибори 1924 і 1925 дали перевагу комуністам; а 1928 і 1935 було обрано більше некомуністичних послів і сенаторів, однак українці між ними були в меншості. Свідомі українські діячі виявляли себе більше в культурно-громадському, ніж в політичному житті краю. Воно проходило під знаком боротьби між трьома тенденціями: москвофільською, автохтонною й українською. Спочатку празький уряд сприяв українській культурній течії на Закарпатті, але згодом, головно з 1930-х pp., коли прийшли більше до слова чеські народні соціалісти, штучно підтримувалося москвофільство. Однак, український рух, спираючись на живий зв'язок з народом, ініційований молодшою інтелігенцією, що вийшла переважно з народних низів (учительство, студенти), на противагу до старої інтелігенції й угрофільського священства, здобував помітні успіхи. Діяльність товариства «Просвіти» з сіткою читалень по всьому краю (в 1936 р. — 14 філій і 233 читальні), «Учительської Громади» (в 1935 — 1 650 чл.), національного театру, хору в Ужгороді, Пласту і, зокрема, українське шкільництво та вплив української преси спричинилися до перемоги українського національного руху на Закарпатті. Головно культурними і громадськими діячами цього періоду з-поміж українців на Закарпатті були о. Августин Волошин, брати Бращайки Михайло та Юрій, Ревай Федір та Ревай Юліян, Степан Клочурак, Августин Штефан, о. В. Гаджеґа та інші. Немало сприяли національному відродженню Закарпаття також українці з інших земель, які перебували на Закарпатті, Володимир Бірчак, Іван Панькевич, Андрій Алиськевич, Василь Пачовський, отець Степан Решетило та інші.
Москвофільські діячі гуртувалися в «Обществе имени А. Духновича» та навколо православної церкви, яку організували російські емігранти й підтримував чеський уряд на противагу до Греко-Католицької Церкви, репрезентованої значною кількістю угрофільського священства. У 1936—37 рр. москвофіли намагалися опанувати шкільництво організацією т. зв. шкільних плебісцитів у справах мови навчання. Це загострило ще більше відносини між двома культурними таборами й активізувало українську сторону.
За 20 років чеського режиму на Закарпатті немало зроблено в ділянці технічної відбудови та соціальної організації краю (нові шляхи, модернізація міст, будови, лікарні, соціальна допомогова акція на Верховині). Але чехам не вдалося розв'язати проблеми безземелля і безробіття; проведена земельна реформа охопила лише незначну частину великих посілостей (приділено 35 000 га землі безземельним і малоземельним селянам). Хронічне безробіття закарпатського бідного населення збільшилося ще й тим, що ряд місцевих промислових підприємств припинив роботу, не витримуючи конкуренції з чеською промисловістю. Відхід на сезонові праці, еміграція та фінансування урядом публічних робіт лише частково рятували важке становище мешканців Верховини. Господарська криза початку 1930-х pp. викликала голод на Закарпатті, а масове безробіття відбилося в робітничих заворушеннях; комуністична партія знаходила відповідний ґрунт у цій кризі.
Протичеські настрої посилювалися фактом централістичної політики Праги та наявністю великого числа чехів на Закарпатті (в 1930 р. 30 000), з яких на 70—80 % складався урядовий апарат, чеські школи були привілейовані, хоч у більшості їх відвідували єврейські діти. Політична атмосфера кінця 1930-х pp. була досить зрадикалізована; Угорщина провадила ревіндикаційну політику щодо Закарпаття, де їй вторували угорська меншість та деякі русофільські і автохтонні діячі; український національний напрям, головно серед молоді, проголошував політичну програму незалежної України, комуністи проголошували совєтофільські гасла на користь СРСР і УРСР; деякі москвофільські кола захопилися ідеями російського фашизму.
У цій ситуації застала Закарпаття політична криза 1938—39 pp. в Чехо-Словаччині. Під впливом міжнародних подій і внутрішнього тиску Прага погодилася в перших днях жовтня 1938 на створення автономного уряду на чолі з Андрієм Бродієм, якого згодом усунено за угрофільство; головою уряду 26.10.1938 став А. Волошин. В той час як москвофіли переважно підтримували угорську ревіндикацію, українці виступили за будування автономної Карпато-Української Держави у федеративному зв'язку з чехами і словаками. Новий політико-правовий статус Закарпаття визначив конституційний закон 22.11.1938, за яким краєм мав керувати окремий автономний уряд, а законодавча влада мала перебувати в руках обраного карпато-українського сойму. Після віденського арбітражу 2.11.1938, який приділив Угорщині південну частину Закарпаття з містами Ужгород, Мукачів і Берегове, столицю краю перенесено до Хусту. З великим піднесенням розпочалося будівництво різних ділянок національного життя. 12.2.1939 відбулися вибори до першого сойму Карпатської України, які дали значну перемогу Українському Національному Об'єднанню (86,1 % з усіх, що мали право голосувати).
Однак міжнародні події перешкодили нормальному розвиткові автономії Карпатської України. Угорці й поляки вели пропаганду за спільний угорсько-польський кордон коштом Закарпаття та посилали диверсійні групи з метою поширення занепокоєння і неладу. Будапешт і Варшава робили заходи в Берліні з метою одержати згоду Гітлера на окупацію Закарпаття. В той час так само збільшилося напруження між чехами й українцями у зв'язку з призначенням Прагою до Хусту чеського міністра генерала Л. Прхали. 15 березня 1939, зібрався Сойм Карпатської України, який проголосив незалежність країни, прийняв конституцію і обрав президентом Республіки Августина Волошина. 15 березня 1939, одночасно з окупацією Чехії і Моравії, Гітлер доручив Угорщині окупувати Закарпаття. На оборону стали відділи «Карпатської Січі», які не в силі були захистити країну проти вдесятеро більшого угорського війська (близько 40 000 солдатів). Уряд Карпатської України та багато діячів еміґрували за кордон.

### Угорська окупація (1939—1944)
Угорська окупація Закарпаття була зв'язана з терором та репресіями проти українських діячів. Замість обіцяної автономії, угорці визначили вузьку самоуправу «Підкарпатському Краєві», проводячи політику угорщення в культурному житті й адміністрації. Будапешт штучно інспірував творення «русинської» мови і культури, толеруючи діяльність москвофілів, проте гостро переслідуючи кожну спробу української активності. В цьому плані окупантами були допущені і підтримувані урядом деякі установи («Подкарпатське Общество Наук»), деякі видання тощо. Політичні організації були заборонені. Реакція на тяжкий режим поневолення виявилась у масовій втечі закарпатської молоді до УРСР в 1940—41 pp. та у діяльності націоналістичного підпілля. Угорці не зуміли здобути ніяких симпатій серед місцевого населення під час їхнього панування в 1939—44 pp.

### У складі УРСР (1944—1991)
Тому прихід радянських військ на Закарпаття восени 1944 розглядався більшістю населення як визволення. Чехо-словацька адміністрація відновилася тільки частково і тимчасово. Закарпаття було швидко совєтизовано, а організований комуністичною партією «з'їзд Народних Комітетів Закарпатської України» 26 листопада 1944 в Мукачеві висловився за приєднання Закарпаття до УРСР. 29 червня 1945 між Чехо-Словаччиною і СРСР укладено угоду про вихід Закарпаття зі складу Чехо-Словаччини і приєднання його до України. Крайове управління в 1944—45 було в руках Народної Ради Закарпатської України, а з січня 1946 — обласних органів радянського управління. Закарпатська область у кордонах 1938 р. пережила соціальний, господарський і культурний процес, подібний до решти українських земель в УРСР. Нова влада провела за перші роки націоналізацію підприємств, в 1949—50 — колективізацію сільського господарства. Введено радянську шкільну систему, засновано в 1946 Ужгородський Державний Університет. Греко-католицька церква зазнала переслідувань з боку нового режиму (в тому числі вбивство єпископа Теодора Ромжі 1947), і в 1949 р. її формально зліквідовано. Закарпаття в повоєнні роки було, подібно як і сусідні галицькі області, тереном дії українських повстанців.

## Демографія

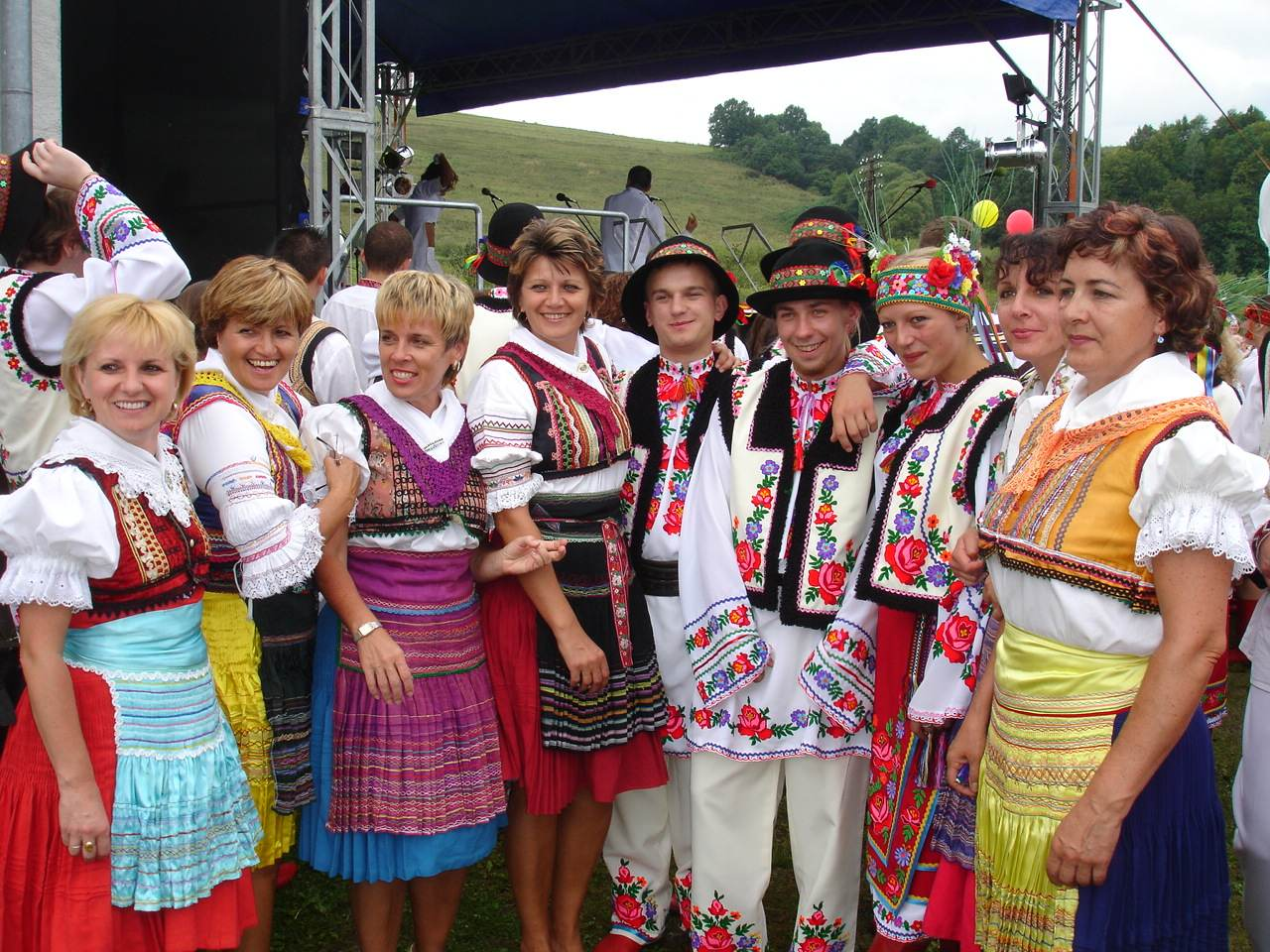
Лемки Пряшева (зліва) і Перемишля (справа) у традиційних народних костюмах. Фото: Село Мокре поблизу Санок (Польща).2007

Людність Закарпаття розміщена нерівномірно, залежно від природних умов. Найгустіше й суцільно заселені Потиська низовина разом із підгір'ям Вулканічних Карпат (113 осіб на 1 км²) та Мармароська котловина (74). В горах (густота — 42) населення скупчено в обох нижчих поздовжніх смугах та зрідка — в поперечних долинах; високі гірські масиви майже незаселені постійно, натомість на їхніх полонинах сильно розвинене влітку пастуше життя.
Населення Закарпаття швидко зростало в XIX—XX століттях, попри досить велику еміграцію за океан, завдяки високому природному приростові та відносно невеликим втратам під час обох світових воєн, меншим як у будь-якій іншій частині України. В розвитку населення Закарпаття за останні 80 років можна відрізнити такі фази:
1. Середній приріст за 1880—1913 pp. — пересічно 1,4 % річно (в 1900—10 pp. на 1000 душ щороку припадало 42 народжень, 26 смертей, 16 природного і 11 дійсного приросту);
2. Відносно невеликий спад в 1915—19 pp.;
3. Сильний приріст між двома світовими війнами, завдяки зменшенню смертності й послабленню еміграції, а також припливові чехів (1921—30 pp. на 1000 меш. — 42 народжень, 21 смертей, 21 природного і 18 дійсного приросту);
4. Зменшення під час другої світової війни, яке, однак, майже не заторкнуло українців (натомість Закарпаття покинули чехи, переважна частина німців і частина угорців, а нацисти знищили ¾ євреїв);
5. Досить високий приріст після війни, завдяки більшому, ніж в інших областях України, природному приростові (1956 р. на 1000 осіб — 24,6 народжень, 8,3 смертей і 16,3 чистого приросту), невеликому відпливу населення назовні і деякому припливу з інших частин СРСР (головно адміністративного і військового апарату), внаслідок цих процесів населення Закарпаття зросло з 395 000 в 1880 р. до 527 000 (1900), 596 000 (1910), 605 000 (1921), 752 000 (1930), 842 000 (1950), 929 000 (1956) і 1 254 396 жителів (на 1.12.2012)).

| Край                                           | Вся людність в тис. | Українці | Українці | Євреї  | Євреї | Угорці | Угорці | Чехи і словаки | Чехи і словаки | Інші   | Інші |
| Край                                           | Вся людність в тис. | в тис.   | у %      | в тис. | у %   | в тис. | у %    | в тис.         | у %            | в тис. | у %  |
| ---------------------------------------------- | ------------------- | -------- | -------- | ------ | ----- | ------ | ------ | -------------- | -------------- | ------ | ---- |
| а) Українська етнографічна територія (1930 р.) |                     |          |          |        |       |        |        |                |                |        |      |
| Підкарпатська Русь                             | 215                 | 100      | 52.1     | 85     | 13.8  | 40     | 6.5    | 29             | 4.7            | 241    | 3.9  |
| Пряшівщина2                                    | 118                 | 87       | 73.8     | 11     | 9.3   | 1      | 0.8    | 16             | 13.6           | 3      | 2.5  |
| Мармарощина (в Румунії)                        | 26                  | 17       | 65.4     | 6      | 23.1  | 1      | 3.8    | —              | —              | 2      | 7.7  |
| Разом                                          | 760                 | 542      | 71.4     | 102    | 13.4  | 42     | 5.5    | 45             | 5.9            | 29     | 3.8  |
| б) Підкарпатська Русь в політичних межах       |                     |          |          |        |       |        |        |                |                |        |      |
| 1931 р.                                        | 725                 | 450      | 62.1     | 102    | 14.1  | 113    | 15.6   | 33             | 4.5            | 273    | 3.7  |
| 1956 р. (Закарпатська область, приблизно)      | 929                 | 7644     | 82.5     | 30     | 3.0   | 100    | 11.0   | 5              | 0.5            | 305    | 3.0  |

1 Зокрема 13 тис. румунів і 10 тис. німців.
2 Лише суцільна територія.
3 Зокрема 13 тис. румунів і 13 тис. німців.
4 Зокрема деяка кількість росіян і білорусів.
5 Зокрема 16 тис. румунів, 3 тис. німців, 8 тис. ромів.

### Еміграція
Близько 100 000 Українців (разом з пословаченими греко-католиками з Пряшівщини) емігрували, майже винятково до США; в 1920—38 pp. бл. 40 000. Це була еміграція більша, ніж з будь-яких інших українських земель. Внаслідок цих процесів нині у США живе близько 350 000 осіб закарпатського походження, що становить бл. 30 (на заході Закарпаття навіть 45 %). Тому серед української діаспори у США закарпатська група відіграє велику роль.

### Урбанізація
37 % населення Закарпаття живе в містах (2001). Закарпаття має 11 міст (Ужгород — 116 300 мешканців (2012), Мукачево — 82 300 (2010), Берегове — 27 200 (2001), Хуст — 32 400 (2001)) і 12 смт. Характер міст Закарпаття — торговельно-адміністративний, за останні часи і промисловий. Міста розташовані на перехрестях поздовжніх і поперечних шляхів, найбільші з них — на пограниччі гір і низовини.

### Національні меншини

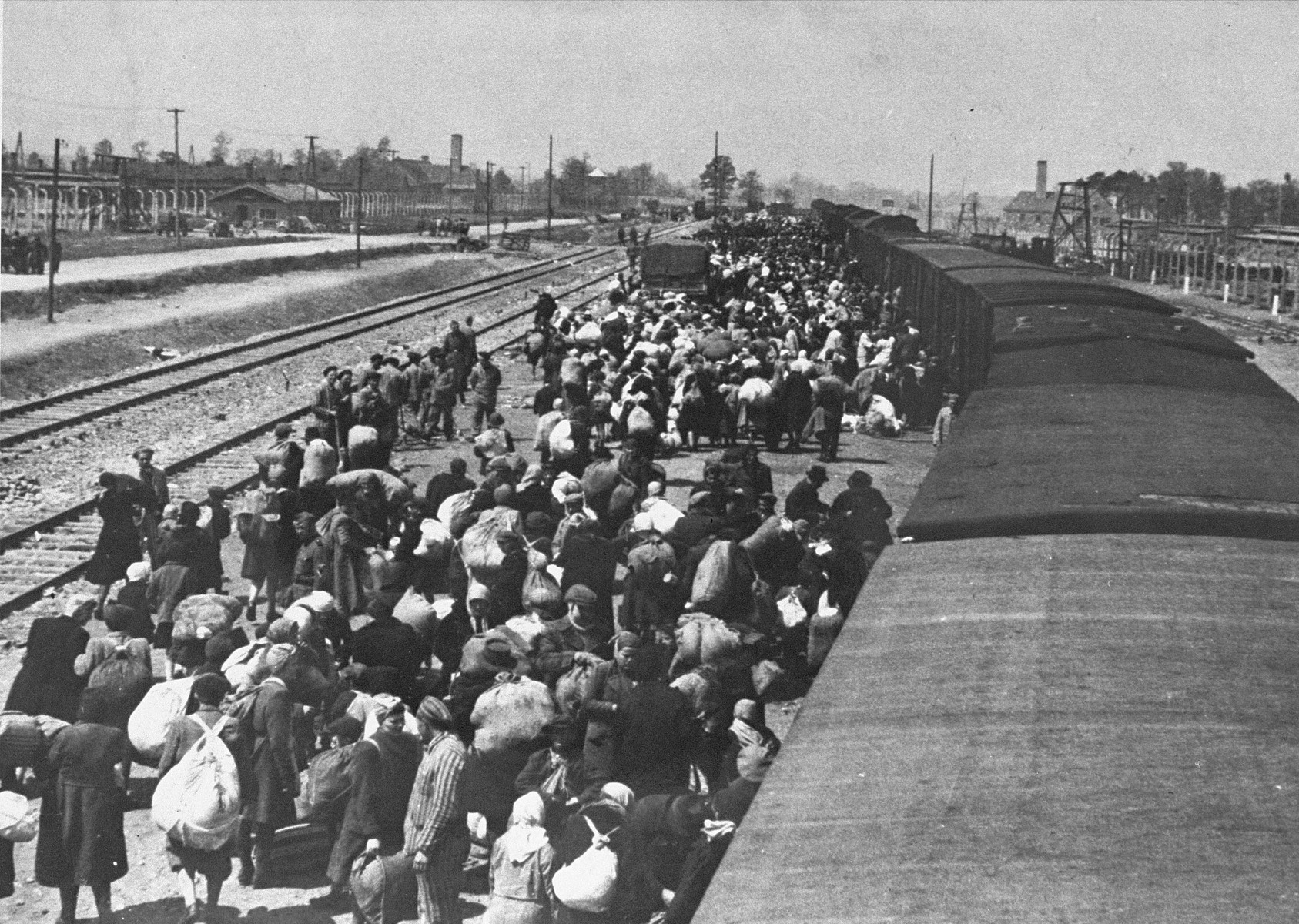
Закарпатські євреї прибувають в Аушвіц-Біркенау, травень 1944 р. Більшість з них були вбиті в газових камерах через кілька годин після прибуття.

Характерною рисою радянізації Закарпаття стали масові репресії проти угорців, німців та українців, що призвело до еміграції частини угорців, словаків, німців, євреїв та представників інших національностей. Разом з тим проводилося організоване переселення корінних закарпатців у східні області України, на північ Росії та в Сибір, у регіон спрямовували фахівців з інших республік, а випускників місцевих навчальних закладів — поза межі Закарпаття й України. Здійснювалося переселення в регіон росіян і російськомовних військовослужбовців, співробітників державних органів, партійних і радянських чиновників, службовців, військових пенсіонерів та інших. Ці кроки приводили до зросійщення місцевого населення. Це відбилося й на етнічному складі населення регіону та його міст.
Найчисленнішою меншістю Закарпаття були й залишаються угорці, які становлять більшість у прикордонних з Угорщиною громадах Закарпаття; євреї становили більший відсоток, ніж у будь-якій іншій частині України, і то не лише по містах (26 %), але й по селах (11 %), німці творили 7 малих колоній в горах, румуни були скупчені в 4 великих селах на північ від Сиготу. Після Другої Світової війни знизився відсоток національних меншостей, а тим самим зросла кількість українців.

## Економіка краю
Народне господарство Закарпаття розвинулося залежно від природних умов та від господарської політики тих держав, до складу яких воно входило. Гірська частина Закарпаття, що займає 80 % краю, є територією лісового і тваринницького господарства, низовина і підгір'я — рільничою зонною з садівництвом і виноградарством. Закарпаття славиться виноробством. Насадження виноградної лози на Закарпатті почалося з III століття. Сьогодні нараховується понад 60 сортів винограду.
До корисних копалин належать насамперед сіль,буре вугілля, ртуть, поліметали, золото, будівельні матеріали (алуніти, доломіт, каолін, барит, бентоніт, цеоліт, діорит, андезит, мармур, перліт, мінеральні фарби), багато мінеральних джерел.
Ці природні багатства були мало використані під час довголітнього угорського панування. Край був економічно і культурно відсталим, сільське господарство не могло розвиватися через малоземелля селян, промисловість — з причини конкуренції корінної Угорщини; капітал був в руках євреїв і угорців.
З різних галузей найкраще розвинене було лише лісове господарство, бо цих продуктів потребувала знеліснена Угорщина (головним чином на опалення). Український селянин поправляв свій бюджет заробітками в лісах, сезоновими працями під час жнив в глибині Угорщини й еміґрував до Америки.

### Сільське господарство

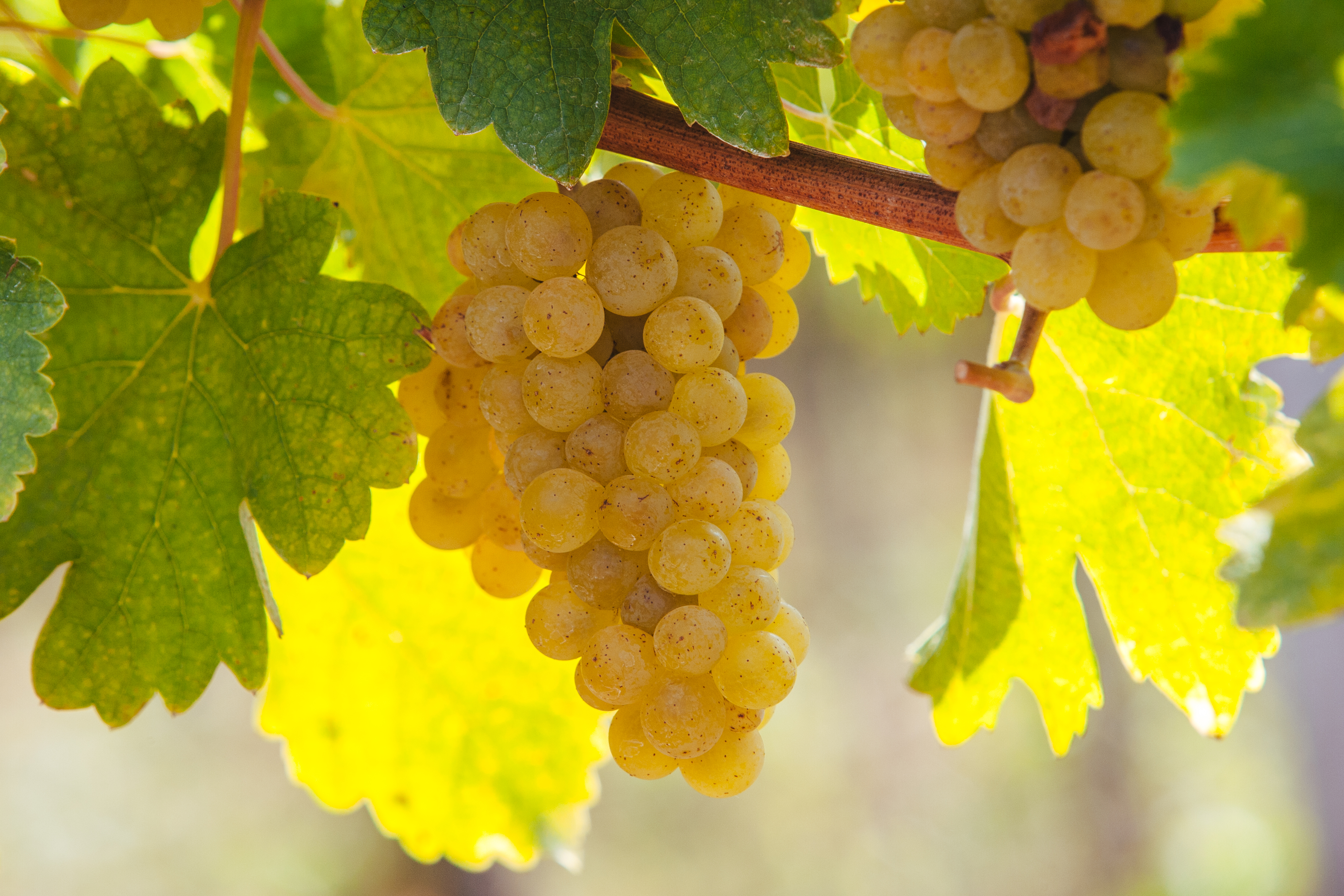
Закарпаття — один з центрів виробництва вина в Україні

Сільське господарство і нині є основним зайняттям населення (близько 70 %), хоч рілля займає лише 21 % всієї площі Закарпаття; 23 % припадає на сіножаті й пасовища, 50 % на ліс. В горах рілля становить ледве 30 %, сіножаті й пасовища 27 %, а ліс аж 58 %; для низовини відповідні числа — 42 %, 27 %, 24 %. Вся засівна площа становить (1956 р.) 211 000 га, в тому числі на збіжжеві культури припадало 98 700 га або 45 % (на кукурудзу 34 300 га або 16,3 %, на пшеницю 28 400 га або 13,5 %, овес 17 100 га або 8,1 %), на кормові 60 800 га (29,8 %), картоплю 37 500 га (17,8 %), промислові, гол. соняшник і тютюн — 8800 га (4,2 %). Низовина і підгір'я — це країна пшениці й кукурудзи, в горах мають перевагу овес, жито і картопля. Порівняно з довоєнним часом зменшилася вся засівна площа (на 10 %), далеко більше збіжжева (на 1/3), а площа кормових збільшилася майже в три рази. Велике значення має виноградарство, яке постачає на експорт виноград і білі вина (гол. осередки — Берегове, Ужгород, Мукачево, Середнє, Виноградів); площа виноградників збільшилася з 2900 га 1936 р. до 6700 га 1956 р. На експорт працює також садівництво; сади займали в 1956 році 18 500 га (1936 р. лише 4000 га). З промислових культур найбільше значення має тютюнництво (3000 га). Порівняно з довоєнним періодом збільшилося поголів'я продуктивної худоби, за винятком коней; 1956 було 32 000 коней (1937 р. — 41 300), 244 000 голів великої рогатої худоби (1937 р. — 219 500), 196 000 свиней (82 000), 254 000 овець і 55 000 кіз (1937 р. — разом 132 000). Одночасно інтенсифікувалося тваринництво шляхом запровадження найкращих порід. Тваринництво низовини і передгір'я тісно пов'язане з хліборобством, в горах його кормовою базою є полонини і природні сіножаті.

### Ліс і деревообробна промисловість
Найбільшим багатством Закарпаття є ліси, що займають площу 526 000 га; основні породи: бук (58 % ліс. площі), смерека (29 %), дуб (7 %), ялиця (4 %). Ліс і деревообробна промисловість — це основна промисловість краю, яка дає 53 % валової продукції і працю 29 000 особам (57 % всіх зайнятих в промисловості); 1956 р. випродукувано 2,6 млн м³ деревини і 0,7 млн пиломатеріалів. Майже вся продукція деревини перероблялася на місці, на численних, здебільшого деревообробних, підприємствах, розвинених по всьому Закарпаттю; найбільші деревообробні комбінати є в Сваляві, Тересві, Рахові; лісохімічні заводи в Сваляві, Великому Бичкові, Перечині; картонний завод в Рахові. Меблева промисловість (сировиною є переважно букове дерево) розвинена головно в Ужгороді, Мукачеві й Берегові.

### Виробництво електроенергії, вугілля, будівельних матеріалів
Виробництво електроенергії мало розвинене (1955 р. — 134 млн кВт, нині багато більше), зокрема зовсім недостатньо використані багаті водні ресурси (найважливіші гідроелектростанції — Ужгородська і з 1956 р. Теребле-Ріцька). Тільки після другої світової війни розпочато видобуток бурого вугілля і 1955 р. досягнуто досить високої продукції — 460 000 т (с. Ільниця в Іршавському районі). Кам'яну сіль видобувають здавна в Солотвині; за чеської влади видобуток модернізовано й піднесено до 170 000 т щорічно (основне місце видобутку в Чехо-Словаччині); близько 332 000 т (1956 p.). Досить велике значення має промисловість будівельних матеріалів (видобуток андезитів, туфів, мармуру; цегляно-черепична промисловість). Дрібна харчова промисловість і постала щойно після війни легка промисловість (швейна, трикотажна, взуттєва) розвинені в більших містах (найважливіші об'єкти — тютюнова і трикотажна фабрики в Мукачеві). Ще й нині має значення кустарна промисловість, зокрема художня — вишивання, дереворізьба на Гуцульщині. Промисловість скупчена переважно в південно-західній частині Закарпаття, через що ще більше поглиблюється різниця між цією багатшою частиною краю і біднішою — гірською. Головні промислові осередки Закарпаття: Мукачево, Ужгород, Берегове, Хуст.

### Шляхи
Закарпаття має 580 км залізничних шляхів (без вузькоколійних) і 2740 автомобільних шляхів з твердим покриттям (1955 p.).
Найбільше значення мають тепер три поперечні залізничних лінії, що зв'язують через карпатські перевали — Ужоцький, Верецький і Татарський — Закарпаття з усією Україною, натомість підрядне значення має поздовжня лінія (Пряшів — Чоп — Хуст — Рахів), що сполучає Закарпаття із заходом і 1920—45 pp. була головною магістраллю Закарпаття.
Сильно збільшився автомобільний транспорт, який має на Закарпатті більше значення, ніж в інших частинах України; найважливіші відтинки: Ужгород — Мукачево — Берегове, магістраль Ужгород — Хуст — Ясіня; поперечні лінії: Ужгород — Ужок — Львів, Мукачево — Свалява — Стрий — Львів, Хуст — Міжгір'я й інші; поздовжні гірські шляхи: Перечин — Свалява, Нижні Ворота — Міжгір'я й інші.

## Дослідження Закарпаття
Дослідження Закарпаття головно в ділянці історії розпочато в кінці XVIII століття (Й. Базилович); в XIX столітті з'явився ряд дрібних причинків до церковної і культурної історії Закарпаття. Основні дослідження Закарпаття проведено в XX столітті місцевими та українськими вченими з Галичини і Наддніпрянщини, росіянами, угорцями, чехами й ін. Археологічні досліди провадили Т. Легоцький, Й. Янкович, Я. Пастернак. Ряд історичних праць з'явився з-під пера А. Годинки, О. Бонкала, В. Гаджеґи, Є. Перфецького, О. Петрова, О. Мицюка, М. Лелекача, з історії письменства і культурного життя — І. Франка, Я. Стрипського, Є. Сабова, Ю. Яворського, В. Бірчака, Є. Недзельського й ін. Етнографічні і демографічні матеріали збирали і досліджували І. Верхратський, В. Гнатюк, С. Томашівський, а закарпатські говори розробили О. Брох, І. Панькевич, Г. Геровський й ін. Географічні студії провадили І. Краль, В. Кубійович, С. Рудницький й ін. Багато матеріалу містили монографії про закарпатські комітати, видані угорськими урядовими чинниками наприкінці XIX століття і на початку XX століття. Так само немало етнографічного матеріалу та розвідок з культурної історії з'явилося в «ЗНТШ». В 1920—30-х pp. висліди студій над Закарпаття друкувалися в Наукових Записках Товариства «Просвіти» в Ужгороді, в журналі «Карпатскій СвЂтъ», а в 1940-х pp. в журналі «Зоря». В підсовєтських умовах продовжувалися головно етнографічні і діалектологічні досліди Закарпаття. З кінця XIX століття існує в Мукачеві історичний музей ім. Легоцького (переважно археологічні знахідки), а в 1920-х pp. постав краєзнавчий музей в Ужгороді, що містить головно історичні і етнографічні експонати.
У XXI столітті місцеві медіа втратили частину своєї аудиторії.  На зміну їм прийшли веб-версії відомих видань та зовсім нові ресурси.

## Закарпаття у культурі
Своєрідна краса природи Закарпаття, ще донедавна примітивний побут його населення, складні соціальні і культурні відносини цього краю знайшли відбиток в художній літературі українських і чужих авторів. З закарпатських письменників українською мовою про життя людей свого краю писав Михайло Іванович Томчаній (Томчані) (16 липня 1914 — 19 січня 1975): збірка оповідань «Шовкова трава» (1950), «Оповідання» (1955), «На кордоні» (1962); повісті «Наша сім'я» (1953), «Терезка» (1957), «Готель „Солома“» (1960), оповідання і повість «Скрипка — його молодість» (1968), романи «Жменяки» (1964), «Тихе містечко» (1969), «Брати» (1972). З чехів писали на закарпатські сюжети І. Ольбрахт (повість «Микола Шугай»), З. Кудєй («Гуцульська республіка»), з угорців — Д. Морваї («Село під полонинами»). Крім місцевих українських письменників, закарпатські мотиви виступають в О. Олеся, С. Черкасенка, В. Пачовського, В. Бірчака й ін. Після 1945 р. написано низку повістей з закарпатського життя авторами з інших українських земель (А. Турчинська, С. Скляренко) та росіянами (роман М. Тевельова «Свет ты наш, Верховина») й іншими.
Багато зусиль приклав до збереження самобутнього історичного центру давнього Ужгорода та утвердженню містобудівельної політики європейського рівня на Закарпатті архітектор-містобудівник та художник-графік Михайло Михайлович Томчаній (Томчані) (9 листопада 1946). У 1980—1990 роках він був головним архітектором Ужгорода.

## Кінематографія Закарпаття
Показ фільмів в Закарпатті бере свій початок з 1909 року, саме тоді і угорський науковий кінотеатр «Уранія» відкрив свою філію в Ужгороді, де влаштовували покази фільмів науково-популярного змісту. У цей час ужгородці могли дивитися кіно у двох місцях – на площі Лайоша Кошута (нині пл. Шандора Петефі), а з 1911 року – в готелі «Корона». Із регіону вийшло чимало кіноакторів та кінорежисерів:
Шарі Федак
Жолт Тріл
Вячеслав Бігун
Джек Гафрейн
Альта Вашова
Антонін Москалик
Людвік Ража
Фіца Михайло
Бейла Шаламон
Анастасія Євтушенко
Рудольф Дзуринець
Урай Тиводар
Антоніо Лукіч
Яновіч Євген
Стівен Герей
Дюла Чортош
- Фільми, які знімали в Закарпатті

## Виноски
1. ↑  Transcarpathia: Perephiral Region at the "Centre of Europe" (Google eBook). Routledge. 2013. с. 155. ISBN 978-1-136-34323-0.
2. ↑  Klaus Peter Berger, The Creeping Codification of the New Lex Mercatoria, Kluwer Law International, 2010, p. 132
3. ↑  Імовірно сучасні закарпатці (як і лемки, бойки, гуцули) є нащадками білих хорватів (див.: Микола Нагірний. Внесок білих хорватів у процес етногенезу Українців // Емінак : науковий щоквартальник. — 2016. — Т. 1, № 1 (13) (січень-березень). — С. 20-26. — ISSN 1998-4634. Архівовано з джерела 4 березня 2020. Процитовано 18 червня 2022.)
4. ↑  Українські землі під владою Австрійської імперії (кінець XVIII — перша половина XIX ст.) // Історія України — Навчальний посібник — А. І. Чуткий
5. ↑  Українські землі під владою Австрійської імперії у першій половині XIX ст. [Архівовано 5 березня 2016 у Wayback Machine.] // Енциклопедія Шпаргалка " Історія України
6. ↑  «Це була марна боротьба», — так пише про події в Підкарпатській Русі в 1944—1945 роках чеський військовий історик [Архівовано 4 березня 2016 у Wayback Machine.] // «Мукачево.net». Блог Степана Сікори. Субота, 31 Січня 2015, 21:15 
 Byl to marný boj, píše o dění na Podkarpatské Rusi v letech 1944/45 historik VHÚ [Архівовано 23 лютого 2015 у Wayback Machine.] // VOJENSKÝ HISTORICKÝ ÚSTAV (VHU) PRAHA
7. ↑  Чисельність населення на 1 жовтня 2012 року — Головне управління статистики у Закарпатській області[недоступне посилання з липня 2019]
8. ↑  Архівована копія. Архів оригіналу за 14 листопада 2009. Процитовано 27 серпня 2010.{{cite web}}:  Обслуговування CS1: Сторінки з текстом «archived copy» як значення параметру title (посилання)
9. ↑  Новини Закарпаття та Ужгорода за сьогодні від 7 Днів. Новини Закарпаття (укр.). Процитовано 7 липня 2025.